# David Huertas
David Huertas Solivan (Humacao, 2 giugno 1987) è un cestista portoricano.

## Carriera
Con Porto Rico ha disputato tre edizioni dei Campionati mondiali (2010, 2014, 2019).

## Palmarès
- Campione NCAA (2006)
- Campionato messicano: 2

Fuerza Regia: 2018-19, 2020
- Campionati portoricani: 3

Piratas de Quebradillas: 2013
Capitanes de Arecibo: 2016, 2018